# Псари (Тшебницький повіт)
Псари (пол. Psary, нім. Hünern) — село в Польщі, у гміні Вішня-Мала Тшебницького повіту Нижньосілезького воєводства.
Населення — 1144 особи (2011).
У 1975-1998 роках село належало до Вроцлавського воєводства.

## Демографія
Демографічна структура станом на 31 березня 2011 року:
|          | Загалом | Допрацездатний вік | Працездатний вік | Постпрацездатний вік |
| -------- | ------- | ------------------ | ---------------- | -------------------- |
| Чоловіки | 558     | 108                | 410              | 40                   |
| Жінки    | 586     | 112                | 365              | 109                  |
| Разом    | 1144    | 220                | 775              | 149                  |